# Eupithecia takao
Eupithecia takao är en fjärilsart som beskrevs av Inoue 1955. Eupithecia takao ingår i släktet Eupithecia och familjen mätare. Inga underarter finns listade i Catalogue of Life.